# برت هریسون
برت هریسون (انگلیسی: Bret Harrison؛ زادهٔ ۶ آوریل ۱۹۸۲) یک هنرپیشه، و نوازنده گیتار اهل ایالات متحده آمریکا است. وی از سال ۱۹۹۹ میلادی تاکنون مشغول فعالیت بوده‌است.